# Afwillite
La afwillite è un minerale.